# Mandanici
Mandanici ist eine Stadt der Metropolitanstadt Messina in der Region Sizilien in Italien mit 493 Einwohnern (Stand 31. Dezember 2023).

## Lage und Daten

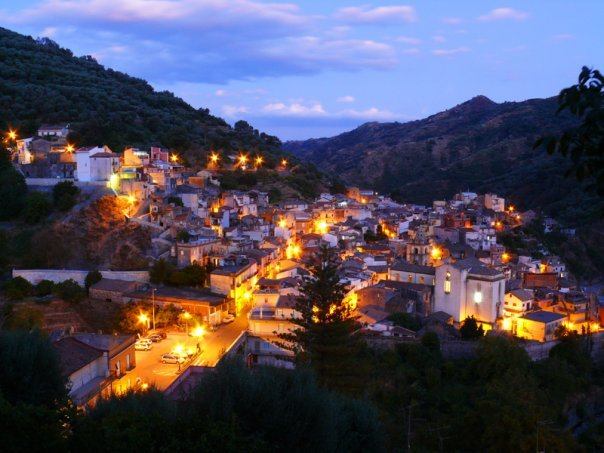
Panorama

Mandanici liegt 64 km südwestlich von Messina. Die Einwohner arbeiten hauptsächlich in der Landwirtschaft. 
Die Nachbargemeinden sind Fiumedinisi, Nizza di Sicilia, Pagliara, Roccalumera, Santa Lucia del Mela.

## Geschichte
Der Ort entstand um ein von den Normannen gegründetes Kloster.

## Sehenswürdigkeiten
- Pfarrkirche Santa Domenica aus dem 11. Jahrhundert, der Altar ist aus dem Jahr 1696, das hölzerne Chor aus dem 17. Jahrhundert
- Palazzo Scuderi, erbaut im 17. Jahrhundert
- Palazzo Mastroieni, erbaut im 17. Jahrhundert